# Gubbeltåga

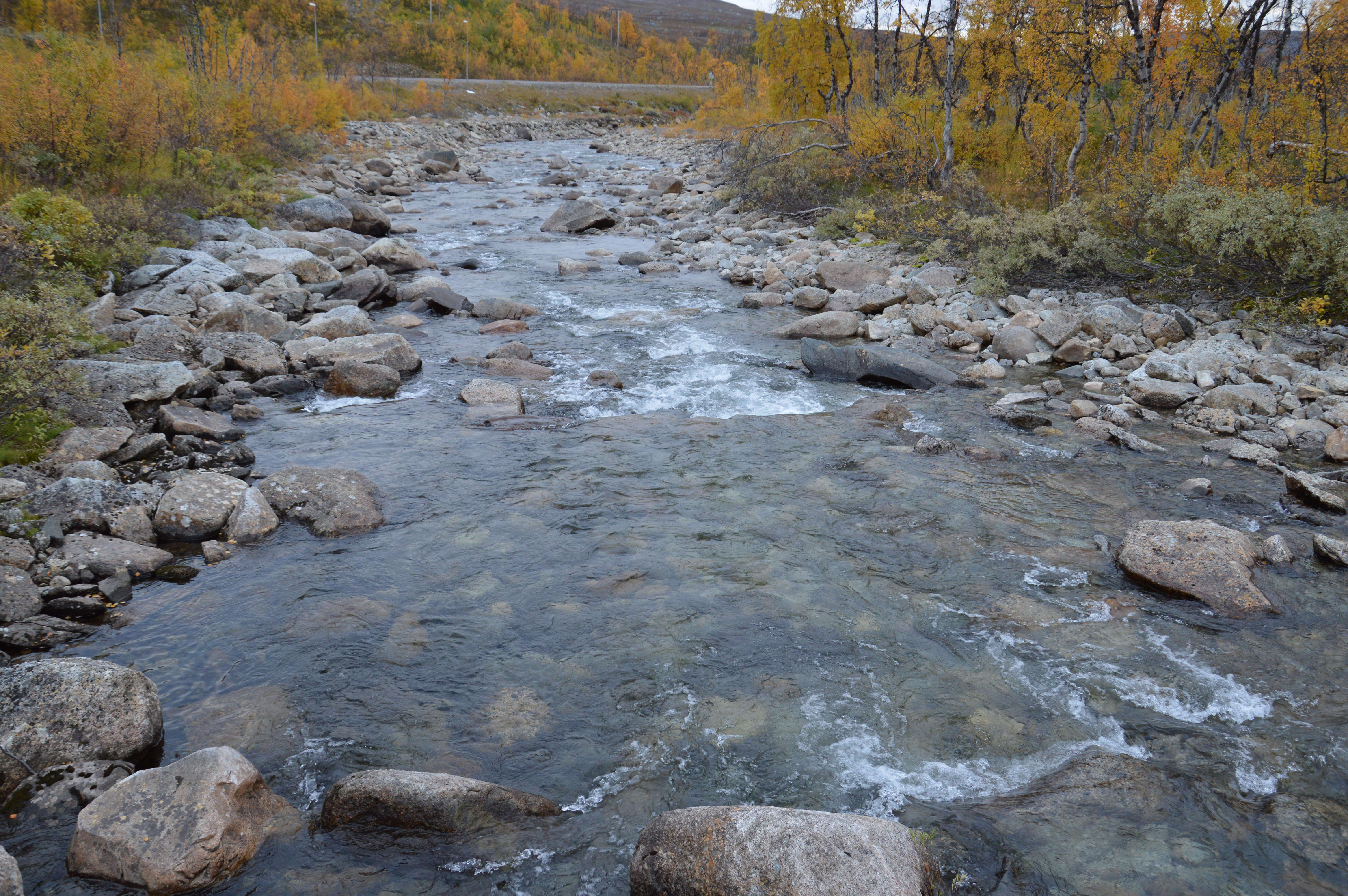
Gubbeltåga, 25 september 2012

Gubbeltåga   (lulesamiska: Gubbeltædno) är en älv i Rana kommun i Nordland i Norge som rinner i en sydlig och sydvästlig riktning. Älven har sin källa i vattendelaren på Saltfjellet i norr. På sin väg möter och blir den en del av Randalsälven från de svensk-norska gränsregionerna.
På Elvmøthei i Dunderlandsdalen möts sedan Randalsälven och Virvassälven för att bilda Ranälven.